# STC2
STC2 (англ. Stanniocalcin 2) – білок, який кодується однойменним геном, розташованим у людей на короткому плечі 5-ї хромосоми. Довжина поліпептидного ланцюга білка становить 302 амінокислот, а молекулярна маса — 33 249.
| 10         |  | 20         |  | 30         |  | 40         |  | 50         |
| ---------- |  | ---------- |  | ---------- |  | ---------- |  | ---------- |
| MCAERLGQFM |  | TLALVLATFD |  | PARGTDATNP |  | PEGPQDRSSQ |  | QKGRLSLQNT |
| AEIQHCLVNA |  | GDVGCGVFEC |  | FENNSCEIRG |  | LHGICMTFLH |  | NAGKFDAQGK |
| SFIKDALKCK |  | AHALRHRFGC |  | ISRKCPAIRE |  | MVSQLQRECY |  | LKHDLCAAAQ |
| ENTRVIVEMI |  | HFKDLLLHEP |  | YVDLVNLLLT |  | CGEEVKEAIT |  | HSVQVQCEQN |
| WGSLCSILSF |  | CTSAIQKPPT |  | APPERQPQVD |  | RTKLSRAHHG |  | EAGHHLPEPS |
| SRETGRGAKG |  | ERGSKSHPNA |  | HARGRVGGLG |  | AQGPSGSSEW |  | EDEQSEYSDI |
| RR         |  |            |  |            |  |            |  |            |

A: Аланін

C: Цистеїн

D: Аспарагінова кислота

E: Глутамінова кислота

F: Фенілаланін

G: Гліцин

H: Гістидин

I: Ізолейцин

K: Лізин

L: Лейцин

M: Метіонін

N: Аспарагін

P: Пролін

Q: Глутамін

R: Аргінін

S: Серин

T: Треонін

V: Валін

W: Триптофан

Кодований геном білок за функціями належить до гормонів, фосфопротеїнів. 
Секретований назовні.